# Mojo Rawley
Dean Muhtadi (nacido el 17 de julio de 1986) es un luchador profesional y exjugador de fútbol americano estadounidense, que actualmente es un agente libre. Muhtadi es conocido por su trabajo en la WWE, bajo el nombre de Mojo Rawley. Entre sus logros como luchador destacan haber sido ganador de la André the Giant Memorial Battle Royal en el Kick off de WrestleMania 33 y haber ganado el WWE 24/7 Championship en 7 oportunidades.

## Carrera en fútbol americano

### Primeros años
En el T.C. Williams High School en Alexandria, Virginia, Muhtadi fue un arrancador de cuatro años a lo largo de las líneas defensivas y ofensivas. Él también era parte del equipo Punter durante sus últimos dos años. Él terminó segundo en el distrito del patriota en sacos en 2004, y rompió el expediente punting absoluto de la escuela con un largo de 76 yardas contra la secundaria High School de West Springfield en Virginia.
A lo largo de su carrera en la escuela secundaria, Muhtadi comenzó de tackle defensivo y al final, de nose tackle y linebacker en defensa, y de tackle ofensivo, guard y center en la ofensiva. También fue punter y kicker del equipo. A menudo su posición cambiaba cada semana para marcar al mejor jugador del equipo contrario. Muhtadi fue una opción de todos los entrenadores tanto en la línea defensiva como en el punter, así como el MVP del equipo.

### Carrera universitaria
En 2004 y 2005, Muhtadi jugó fútbol de la universidad en la División III en la Universidad Christopher Newport de Newport News, Virginia. Después de terminar su temporada de primer año debido a la mononucleosis, Muhtadi comenzó de tackle defensivo su segundo año. Luego se trasladó a la Universidad de Maryland en la Conferencia de la Costa Atlántica donde obtuvo una beca y un puesto de titular. En 2008, Muhtadi terminó tercero en sacks para los Terrapins. Fue también únicamente el segundo jugador en los últimos 15 años en jugar en todas las posiciones defensivas de la línea en un partido de los Terrapins.
| Pre-Draft Medida |       |       |        |      |    |                   |
| Wt               | 40 yd | 20 ss | 3-cone | Vert | BP | Salto de Longitud |
| 302 lbs          | 4.78  | 4.37  | 7.29   | 36.5 | 36 | 9’8”              |

Muhtadi actualmente posee varios de los registros de Maryland de todos los tiempos para la fuerza y la velocidad:
225 lb. Bench Press Test: 36 repeticiones (Registro del equipo)
40 Yard Dash: 4.78 (Defensive Tackle Record)
Power Clean: 390 lbs. (Registro de línea defensiva)
Salto vertical: 36.5 pulgadas (Registro de línea defensiva)
Pro Agility (20 yard shuttle): 4,37 (Defensive Line Record)

#### Académicos
En sus tres años en Maryland, Muhtadi fue uno de los mejores estudiantes-atletas en la Conferencia de la Costa Atlántica. En 2008, Muhtadi ganó la Beca de Postgrado Jim y Pat Thacker por ser uno de los mejores estudiantes atletas en el ACC para todos los deportes y todas las escuelas. En 2007 y 2008, Muhtadi también recibió el George Boutselis Memorial Award por ser el letterman con el promedio académico más alto en el equipo de fútbol. También fue nombrado para el All-ACC Academic Team en 2008 y fue estudiante de la Dean's List por tres veces. Muhtadi recibió su MBA del Programa de MBA de la Escuela de Negocios de Smith.
En Christopher Newport, Muhtadi fue concedido una beca académica completa. Al mismo tiempo que fue nombrado el mejor atleta estudiante en el equipo, Muhtadi fue una doble All All Academic Selection de All USA South Athletic, miembro del Programa de Liderazgo del Presidente, Programa de Honores y Junta Ejecutiva Estudiantil de la Escuela de Negocios. También recibió la Edith McMurran Honors Scholarship para el estudiante que mejor demuestra el equilibrio entre liderazgo, servicio público y excelencia académica.

### Carrera profesional en fútbol americano

#### Green Bay Packers
Muhtadi fue firmado por Green Bay Packers como un agente libre no reclutado que siguió el Draft de la NFL 2009 el 4 de mayo de 2009. Él ganó su contrato en una base del tryout siendo uno de tres jugadores firmados de 25 que intentaban para el equipo. Muhtadi era el único jugador en la carta de profundidad listada tanto en Defensive End y Nose Guard. El 3 de septiembre de 2009 contra los Tennessee Titans de Tennessee, Muhtadi terminó tercero en el equipo con 5 tackles, 1 para la pérdida, y un fumble forzado. Hacia el final del juego, Muhtadi forzó un balón suelto para salvar un touchdown. El renunció el 4 de septiembre de 2009.

#### Arizona Cardinals
Muhtadi fue firmado por los cardenales de Arizona el 20 de enero de 2010 para jugar la línea defensiva. Le dieron el apodo de "The Iron Sheik" por entrenadores y compañeros de equipo debido a su fuerza extraña como él era el jugador más fuerte en el equipo. Muhtadi se convirtió en socios de entrenamiento con Darnell Dockett, ya que los dos competían entre sí cada día en los entrenamientos. Se lesionó durante el campamento de entrenamiento y fue puesto en la Reserva de Lesionados.

## Carrera en lucha libre profesional

### WWE (2012-2021)

#### NXT (2012–2016)
Muhtadi pasó 18 meses rehabilitando de la lesión que él sostuvo con los Cardenales de Arizona. Durante su recuperación, había recibido ofertas para regresar a la NFL y trabajar en servicios financieros, pero optó por convertirse en un luchador profesional con la WWE en agosto de 2012. Se unió a la WWE en el territorio de desarrollo en NXT y adoptó el nombre de Mojo Rawley.
Rawley hizo su debut en la televisión el 29 de mayo de 2013 en el episodio de NXT, compitiendo en una batalla real que fue ganada por Bo Dallas. En el episodio del 9 de octubre de NXT, Rawley adoptó un carácter de alta energía basado en el concepto de "mantenerse exagerado"; Rawley explicó que si conseguí ser hiperactivo permitiría logros sobrehumanos, él lo tomaría un nivel más alto permaneciendo hiperactivo. Rawley derrotó a CJ Parker en NXT Arrival y luego siguió una racha invicta, derrotando a CJ Parker, Sylvester Lefort y Oliver Gray, entre otros. Él también formó parte en una batalla real para determinar el nuevo contendiente número uno donde él hizo a los siete finales antes de ser eliminado por Jason Jordan. En NXT TakeOver el 29 de mayo de 2014, Alexander Rusev derrotó a Rawley. Rawley entonces formó un equipo con Bull Dempsey, pero perdió en la 1.ª vuelta del torneo de los contendientes del número uno para los títulos en pareja, haciendo Dempsey dar vuelta en Rawley. Los dos se enfrentaron en NXT TakeOver: Fatal 4-Way con Rawley perdiendo, también perdió una revancha unas semanas más tarde.
En junio de 2015, Zack Ryder debutó en NXT, y Rawley formó una alianza con él, llamando al equipo The Hype Bros. The Hype Bros pasó a la derrota de Elias Samson y Mike Rallis en el 21 de mayo en las grabaciones de NXT. Tres semanas más tarde, con el dúo oficialmente reconocida como un equipo, derrotaron al equipo de Angelo Dawkins y Sawyer Fulton en 18 de junio. Después de una larga disputa mes con los gustos contra Dash Wilder y Scott Dawson, Jason Jordan y Chad Gable, además de un sinnúmero de victorias sobre los equipos. The Hype Bros se asoció con Enzo Amore & Colin Cassady para derrotar a Gable, Jordan, Wilder y Dawson en una pelea por equipos de 8 hombres en NXT TakeOver: Brooklyn. En la edición del 16 de octubre en NXT, The Hype Bros compitió en un combate por los Campeonatos en Parejas de NXT, perdiendo. En la edición del 22 de octubre de NXT, Ryder compitió en una batalla real de 26 hombres para determinar el contendiente número uno por el Campeonato de NXT. Ryder no tuvo éxito, a pesar de que fue uno de los últimos competidores en ser eliminado. En el episodio del 11 de noviembre de NXT, Ryder junto con Rawley se asociaron con Bayley durante un combate por equipos mixtos contra Blake, Murphy y Alexa Bliss, en la que salió victorioso.
El 10 de febrero de 2016, en el episodio de NXT, The Hype Bros fueron derrotados por Corey Hollis y John Skyler en una pelea por equipos.

#### 2016–2017
El 19 de julio, Rawley fue llamado en el roster principal como una selección suplementaria en el draft de la WWE del 2016, siendo seleccionado en la 11.ª ronda por SmackDown donde su compañero de The Hype Bros Zack Ryder también fue seleccionado también. Hizo su debut en el roster principal en Battleground, ayudando a Ryder a ser defendido después de la pelea con Rusev. The Hype Bros pasó a tener una racha ganadora ganando en Main Event y Superstars derrotando a The Vaudevillains, y The Ascension. El 30 de agosto de 2016, derrotó al the Vaudevillains para avanzar en el torneo por equipos de SmackDown Live. The Hype Bros fueron eliminados más tarde por Heath Slater y Rhyno. The Hype Bros obtendrían más tarde una segunda oportunidad para enfrentarse a Heath Slater y Rhyno en las finales en Backlash después de que American Alpha resultara lesionado por The Usos, en un esfuerzo perdido. En el episodio del 25 de octubre de SmackDown, The Hype Bros derrotaron a The Ascension para calificar como parte del equipo de SmackDown para el Traditional Survivor Series Elimination Tag Team Match en Survivor Series el 20 de noviembre de 2016. El 13 de diciembre en SmackDown Live, The Hype Bros ganaron una multi-team battle royal para un combate contra The Wyatt Family con el SmackDown Tag Team Championship en juego, pero Ryder sufriría una lesión en la rodilla, perdiendo su oportunidad por el título. La siguiente semana en SmackDown, Rawley empezaría su carrera individual, derrotando a Curt Hawkins. 
El 24 de enero en Smackdown Live ganó una Battle Royal de 10 hombres para conseguir su lugar en el 30-Man Royal Rumble Match en Royal Rumble, entrando de #4, siendo eliminado por Braun Strowman, posteriormente tuvo un feudo contra Curt Hawkins que culminó en el Kick-Off de Elimination Chamber, donde salió victorioso, luego se anunciará para The Andre the Giant Memorial Battle Royal Match en Wrestlemania 33, que provocó una rivalidad contra Dolph Ziggler camino a Wrestlemania.
En el Kick-Off de Wrestlemania 33 ganó la batalla real en memoria de Andre the Giant eliminando a Jinder Mahal con interferencia de Rob Gronkowski. En el SmackDown Live del 11 de abril derrotó a Jinder Mahal y el 18 de abril en SmackDown Live participó en un 6-Man Gauntlet Match contra Sami Zayn, Luke Harper, Jinder Mahal, Erick Rowan & Dolph Ziggler por una oportunidad al Campeonato de la WWE de Randy Orton en WWE Backlash, sin embargo fue ganada por Mahal. En el SmackDown Live del 6 de junio se enfrentó al Campeón de la WWE Jinder Mahal para clasificar al Money In The Bank Ladder Match, sin embargo perdió, 
Posteriormente regresó  su compañero Zack Ryder de su lesión del año pasado, reuniendo el equipo, en el Kick-Off de Money In The Bank juntó a Zack Ryder derrotaron a The Colons (Primo & Epico). En el Kick Off de Hell In A Cell juntó a Ryder fueron derrotados por Chad Gable & Shelton Benjamin(quien hacia su regreso), posteriormente juntó a Ryder consiguieron una racha de derrotas, perdiendo contra The Usos & The New Day. 
En el SmackDown del 28 de noviembre, por primera vez en su carrera Rawley hizo su turn heel después de traicionar a Zack Ryder, haciéndose oficial la ruptura de "The Hype Bros" y teniendo un combate ambos en el Kick-Off de Clash of Champions, donde derrotó a Ryder.

#### 2018–2019
Iniciando el 2018, en el SmackDown Live del 9 de enero derrotó a Zack Ryder en la primera ronda del torneo por el vacante Campeonato de los Estados Unidos de la WWE, pero sin embargo perdió en la semifinal del torneo frente a Bobby Roode en el SmackDown Live del 16 de enero, en el Kick-Off del Royal Rumble aceptó el Reto Abierto del Campeón de los Estados Unidos de la WWE Bobby Roode por su título,  sin embargo perdió. En el SmackDown Live del 3 de abril juntó a Baron Corbin, Dolph Ziggler & Primo Colon derrotaron a Tye Dillinger, Zack Ryder &  Breezango(Tyler Breeze & Fandango). En el Kick-Off de Wrestlemania 34 participó en el André the Giant Memorial Battle Royal, donde eliminó a Zack Ryder, pero fue eliminado por Matt Hardy con interferencia de Bray Wyatt. Posteriormente fue transferido a la marca Raw por el Shake-Up. En Raw entró en una rivalidad con No Way Jose donde Rawley ganaría la mayoría de combates, luego también entró en una rivalidad con Bobby Roode perdiendo frente a él. Luego tuvo apariciones esporádicas y solo luchando en Main Event derrotando a luchadores como Chad Gable, Titus O'Neil, Zack Ryder, No Way Jose y a Tyler Breeze.
Hasta finales de 2018, fue obteniendo derrotas frente a Titus O'Neil, Apollo Crews, Tyler Breeze y Zack Ryder.
A inicios del 2019 estuvo en varios segmentos promocionando su nuevo personaje hasta mayo, donde en un Main Event del 2 mayo debutó con su nuevo personaje derrotando a Heath Slater, para más tarde en el RAW del 13 de mayo debutara en vivo derrotando a Apollo Crews (que venía de parte de SmackDown).
El 20 de mayo en Raw intento conseguir el Campeonato 24/7 sin éxito alguno, posteriormente se puso a perseguir durante las siguientes semanas a R-Truth por conseguir el Título 24/7 pero no tuvo éxito alguno, y el 24 de junio en Raw tenía plabeado un combate contra Heath Slater pero se volvió en otra persecución por el título 24/7 de R-Truth que apareció antes de su combate con Slater posteriormente intento conseguir el título pero no lo logró, y para las siguientes semanas sería parte de una multidtud de luchadores que quieren el título 24/7 sin éxito.
Ya en Main Event paso a tener combates contra No Way Jose ganándole en todas. En el Main Event del 31 de octubre hizo equipo junto a Eric Young contra Curt Hawkins & Zack Ryder pero perdieron. En el Kick-Off de WWE Crown Jewel, participó en la 20-Man Battle Royal Match por una oportunidad al Campeonato de los Estados Unidos de AJ Styles, sin embargo fue eliminado por Titus O'Neil. 
En el Raw del 9 de diciembre fue atacado por Kevin Owens, lo que provocó que la siguiente semana se enfrentatia a Owens en un No Disqualafication Match, combate que ganó Owens. En el 30 de diciembre en "Fox's New Year's Eve with Steve Harvey", Rawley cubrió a R-Truth para ganar el Campeonato 24/7 con Maria Menounos fungiendo como arbitra, sin embargo lo perdió segundos después, cuando Elias lo golpeó con su guitarra, así aprovechando R-Truth al cubrirlo y ganarlo.

#### 2020–2021
En el Raw del 13 de enero de 2020 cubrió a R-Truth para ganar el Campeonato 24/7 por segunda vez. En el WWE Live del 17 de enero perdió el Campeonato 24/7 frente a R-Truth pero lo recuperariá segundos después, consiguiendo su tercer reinado con el título, al día siguiente en el WWE Live fue derrotado por R-Truth por el Campeonato 24/7, aunque segundos después cubrió a R-Truth para ganar su 4.º reinado como campeón, al día siguiente en un WWE Live perdió el título ante R-Truth, pero segundos después lo recuperaria  al cubrir a R-Truth. En el Raw del 27 de enero introdujo a Riddick Moss como su compañero, luego se enfrentó a No Way Jose por el Campeonato 24/7, con Rawley reteniendo el título, sin embargo de la nada R-Truth salió a cubrirlo perdiendo el título, pero segundos después lo volvió a ganar al rematar a Truth, después de la distracción de Moss, siendo este su sexto reinado con el título. En el Raw del 3 de febrero, perdió ante Drew McIntyre, sin el título en juego. En el Raw del 10 de febrero junto a Riddick Moss fueron derrotados por The Street Profits (Angelo Dawkins & Montez Ford), luego del combate, su compañero Moss lo traicionó al cubrirlo perdiendo el Campeonato 24/7 de la WWE, terminando con un reinado de 14 días, la siguiente semana, gracias a la regla 24/7 atacó a Riddick Moss en The Funko Store, para intentar ganar el  Campeonato 24/7 de la WWE, pero interfirió R-Truth, más tarde esa misma noche en Raw, se enfrentó a Riddick Moss y a R-Truth en una Triple Threat Match por el Campeonato 24/7 de la WWE, sin embargo perdió.
En el SmackDown! del 13 de marzo, hizo una aparición acompañando a Michael Cole y a Triple H en la mesa de comentaristas, anunciando que su amigo Rob Gronkowski sería el anfitrión especial invitado de WrestleMania 36, poco después se informó que Rawley fue traspasado a la marca SmackDown!. En la noche 1 de WrestleMania 36, acompañó al anfitrión especial invitado Rob Gronkowski, luego apareció el Campeón 24/7 de la WWE R-Truth y junto a Gronkowski atacaron a Truth, así Rawley cubrió a Truth, ganando en Campeonato 24/7 de la WWE por 7.ª ocasión, sin embargo en la 2.ª noche de WrestleMania 36, mientras fue perseguido por varios luchadores, Rob Gronkowski se lanzó desde un balcón hacia todos, perdiendo el Campeonato 24/7 de la WWE, terminando con un reinado de un día.
Después de no aparecer 2 meses, empezó un corto feudo contra Shorty G burlándose por su estatura, en el SmackDown! del 5 de junio, junto a Cesaro & Shinsuke Nakamura fueron derrotados por Shorty G & The New Day(Big E & Kofi Kingston) y en el SmackDown! del 19 de junio, fue derrotado por Shorty G, terminando el corto feudo. El 15 de abril de 2021, después de diez meses de inactividad, Rawley fue liberado de su contrato de la WWE.

### Circuito Independiente (2022)
Se anunció que participaría en el primer evento de Wrestling Entertainment Series en Reino Unido.

## Vida personal
Muhtadi es el hijo de T.J. Muhtadi y Maria Muhtadi-Roach. Él tiene cuatro hermanos. Mientras que en el séptimo grado, Muhtadi comenzó a trabajar para la firma de servicios financieros de Morgan Stanley como un interno. Después de graduarse de la escuela secundaria, Muhtadi siguió trabajando para Morgan Stanley. También es un buen amigo del jugador de la NFL Rob Gronkowski.

## En lucha
- Movimientos finales
  - Hyper Drive (Seated senton 2014–2016; o un Fireman's carry front slam 2016–2017, usado como movimiento de firma posteriormente)[28][29]
  - Running forearm smash a un oponente arrinconado – 2016–presente
  - Sit-out double leg slam
  - Tilt-a-whirl powerslam – 2017–presente
- Movimientos de firma
  - It's Hammer Time (Sitout double axe handle, con burlas)
  - Jumping hip attack[28][29][30][31]
  - Stinger splash,[29][30][31] a veces múltiples veces[32]
  - Running low-angle shoulder block, luego de que el oponente ha hecho un Irish whip fuera de las cuerdas adyacentes
- Movimientos finales en equipo
  - Con Zack Ryder
    - Hype Ryder (Combinación de Rough Ryder (Ryder) / Spinebuster (Rawley)) - innovado[13]
- Apodos
  - "The Gridiron Gladiator"

## Campeonatos y logros
- World Wrestling Entertainment/WWE
  - WWE 24/7 Championship (7 veces)
  - André the Giant Memorial Trophy (Cuarto Ganador)

- Pro Wrestling Illustrated
  - PWI lo ha clasificado en el #170 de los 500 mejores luchadores individuales en la PWI 500 en 2014.[33]